# Monte Chiusarella
Il monte Chiusarella è una montagna delle Prealpi varesine alta 915 m s.l.m. compresa nel territorio dei comuni di Varese e Induno Olona (provincia di Varese), in Lombardia. Fa parte del parco regionale del Campo dei Fiori.
Conosciuta anche come "La Chiusarella" è un posto magico, una terrazza che si affaccia sulla pianura padana e i laghi del varesotto a cui fanno da sfondo i rilievi dell'arco alpino e prealpino.